# Siemensbahn
| Bahnhof Siemensstadt, Zustand des Bahnsteigs 2021 |                             |                   |                   |
| Streckennummer (DB): | 6022                        |                   |                   |
| Kursbuchstrecke: | 95a, 95d (1934) 100b (1946) |                   |                   |
| Streckenlänge: | 4,5 km                      |                   |                   |
| Spurweite: | 1435 mm (Normalspur)        |                   |                   |
| Stromsystem: | 750 V =                     |                   |                   |
| Zweigleisigkeit: | durchgehend                 |                   |                   |
| |                             |                   |                   |
| \| \| \| von Gesundbrunnen \| \| \| \| 0,0 \| Jungfernheide \| ⊙ \| \| \| \| Spree \| \| \| \| \| nach Westkreuz \| \| \| \| \| nach Spandau \| \| \| \| \| Spree \| \| \| \| 1,4 \| Wernerwerk \| ⊙ \| \| \| 3,1 \| Siemensstadt \| ⊙ \| \| \| 4,5 \| Gartenfeld \| ⊙ \| |                             |                   |                   |
| Strecke |                             | von Gesundbrunnen | von Gesundbrunnen |
| S-Bahnhof | 0,0                         | Jungfernheide     | ⊙                 |
| Brücke über Wasserlauf |                             | Spree             | Spree             |
| Abzweig ehemals geradeaus und nach links |                             | nach Westkreuz    | nach Westkreuz    |
| Abzweig geradeaus und nach links (Strecke außer Betrieb) |                             | nach Spandau      | nach Spandau      |
| Brücke über Wasserlauf (Strecke außer Betrieb) |                             | Spree             | Spree             |
| S-Bahn-Halt (Strecke außer Betrieb) | 1,4                         | Wernerwerk        | ⊙                 |
| S-Bahn-Halt (Strecke außer Betrieb) | 3,1                         | Siemensstadt      | ⊙                 |
| S-Kopfbahnhof Streckenende (Strecke außer Betrieb) | 4,5                         | Gartenfeld        | ⊙                 |

Die Siemensbahn ist eine Hochbahnstrecke der Berliner S-Bahn, die von Jungfernheide über knapp viereinhalb Kilometer nach Gartenfeld verläuft. Der Name bezieht sich auf die Firma Siemens & Halske, die die Strecke in Eigenregie zwischen 1927 und 1929 erbaute, um ihre Werke in der Berliner Siemensstadt besser an das S-Bahn-Netz anzuschließen. Nach dem Reichsbahnerstreik 1980 wurde der S-Bahn-Verkehr eingestellt. Die Reaktivierung ist für Herbst 2029 geplant.

## Verlauf
Die Siemensbahn beginnt am Bahnhof Jungfernheide, wo sie Anschluss zur Ringbahn hat. Von dort aus verläuft sie nach Westen und zweigt ungefähr auf gleicher Höhe wie die Ringbahn von der Hamburger Bahn ab. Anders als diese nimmt sie den Weg nach Norden über die Spree und erreicht als erstes den Bahnhof Wernerwerk. Nach dem Bahnhof macht sie eine weitläufige 90-Grad-Kurve, verläuft kurz nach Westen, wo sich die Station Siemensstadt befindet (beide im Ortsteil Siemensstadt), und anschließend nach Nordwesten. Nach gut einem Kilometer erreicht sie den Endbahnhof Gartenfeld in der gleichnamigen Ortslage. Dieser wurde zusätzlich mit einem Reiterstellwerk und einer sechsgleisigen Abstellanlage ausgerüstet. Von der Spreebrücke bis etwa 250 m hinter dem Bahnhof Wernerwerk (Höhe Popitzweg) ist die Strecke als Viaduktbahn angelegt, anschließend verläuft sie etwa zwei Kilometer in Dammlage, der Endbahnhof Gartenfeld liegt ebenerdig. Dessen Gelände und Gebäude wurden zwischenzeitlich von einem inzwischen aufgegebenen Gartencenter genutzt.

## Bau und Betrieb

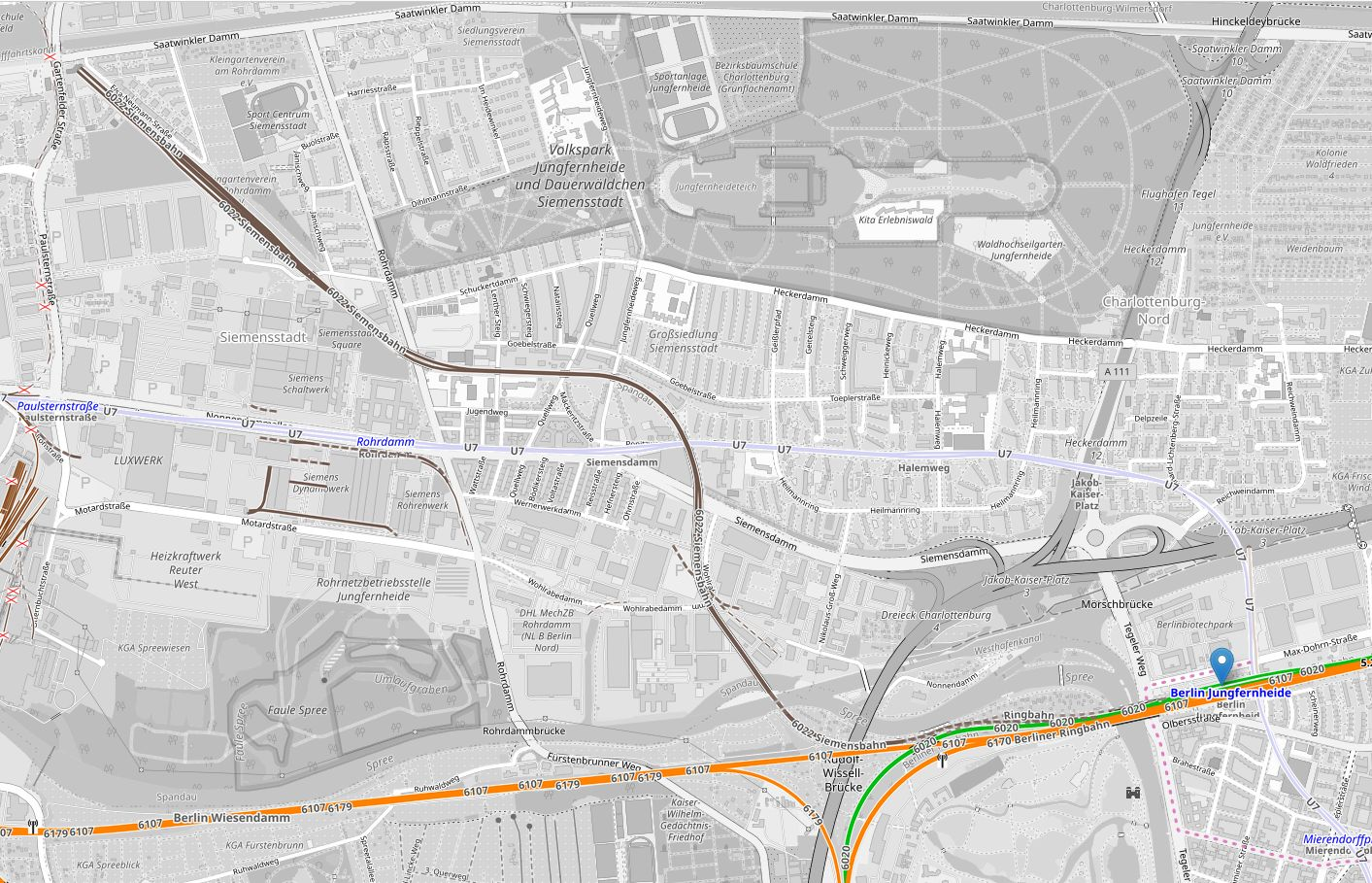
Streckenverlauf

Bereits im Jahr 1905 ließ der Siemens-Konzern einen firmeneigenen Bahnhof für seine Mitarbeiter einrichten, damit diese schneller zur Arbeit gelangen konnten. Der als Fürstenbrunn (später: Siemensstadt-Fürstenbrunn) eröffnete Bahnhof an der Hamburger und Lehrter Bahn verzeichnete anfangs hohe Fahrgastzahlen, lag aber zum Werksgelände immer noch ungünstig. Da sich zudem in den 1920er Jahren das Werkszentrum in die nördliche Siemensstadt verlagerte, suchte die Werksleitung nach einer Alternativlösung. 1925 verständigten sich Siemens und die Deutsche Reichsbahn-Gesellschaft (DRG) auf den Bau einer neuen Strecke.
Den Bau der Trasse sowie die Ausrüstung der Bahnhöfe übernahm die Siemens-Bauunion. Der Konzern stellte das Gelände bereit. Die Reichsbahn sollte lediglich den Betrieb sicherstellen. Diese Absprache war auch möglich, weil Konzernchef Carl Friedrich von Siemens gleichzeitig Präsident des Verwaltungsrates der DRG war.
Der Bau begann 1927 und wurde nach zwei Jahren abgeschlossen. Am 18. Dezember 1929 konnte der Verkehr aufgenommen werden. Die Züge fuhren elektrisch, die Große Elektrisierung der Berliner Stadt-, Ring- und Vorortbahnen war gerade im vollen Gange. In den ersten Jahren fuhren die Züge bis nach Neukölln oder Papestraße durch. Die Passagierzahlen stiegen deutlich, wobei die Strecke großenteils durch die Arbeiter der Siemens-Werke genutzt wurde. Von den rund 90.000 Mitarbeitern, die Siemens zu dieser Zeit allein in Siemensstadt beschäftigte, nutzten etwa 17.000 die im Fünf-Minuten-Takt verkehrende S-Bahn von und zu ihrem Arbeitsplatz.
Ein Bebauungsplan von Albert Speer sah einen Umsteigebahnhof am Ende der Strecke vor. Im Zweiten Weltkrieg wurde die Strecke beschädigt. So war die Spreebrücke kurz hinter dem Abzweig zerstört. Schon am 17. September 1945 konnte sie durch eine Behelfsbrücke ersetzt werden. Zu diesem Zeitpunkt war die Siemens-Güterbahn über eine hölzerne Rampe bereits provisorisch an den S-Bahnhof Gartenfeld angeschlossen worden, da die Wehrmacht die Spreebrücke gesprengt hatte. Das zweite Gleis wurde als Reparationsleistung an die Sowjetunion ausgeliefert. Bis zum 28. April 1948 fand vorwiegend in den Nachtstunden auf dem S-Bahn-Gleis Güterverkehr statt. Die Verbindung blieb bis zum März 1950 bestehen, weil Siemens für die Deutsche Reichsbahn S-Bahn-Wagen reparierte.
Der zweigleisige Betrieb konnte am 3. Dezember 1956 nach dem Neubau der Spreebrücke wieder aufgenommen werden. Die früheren Nutzerzahlen wurden nicht mehr erreicht, weil der Siemens-Konzern aufgrund der unsicheren politischen und wirtschaftlichen Lage West-Berlins schon Ende 1949 seine Hauptsitze nach München und Erlangen verlegt hatte. Die Strecke war fortan eine der am wenigsten genutzten im gesamten Berliner S-Bahn-Netz. Folglich wurden die Züge bis Jungfernheide zurückgezogen, und meist kamen ältere Fahrzeuge der Baureihen ET 168 und ET 165 zum Einsatz, die zuletzt im 20-Minuten-Takt mit 30–40 Fahrgästen verkehrten.

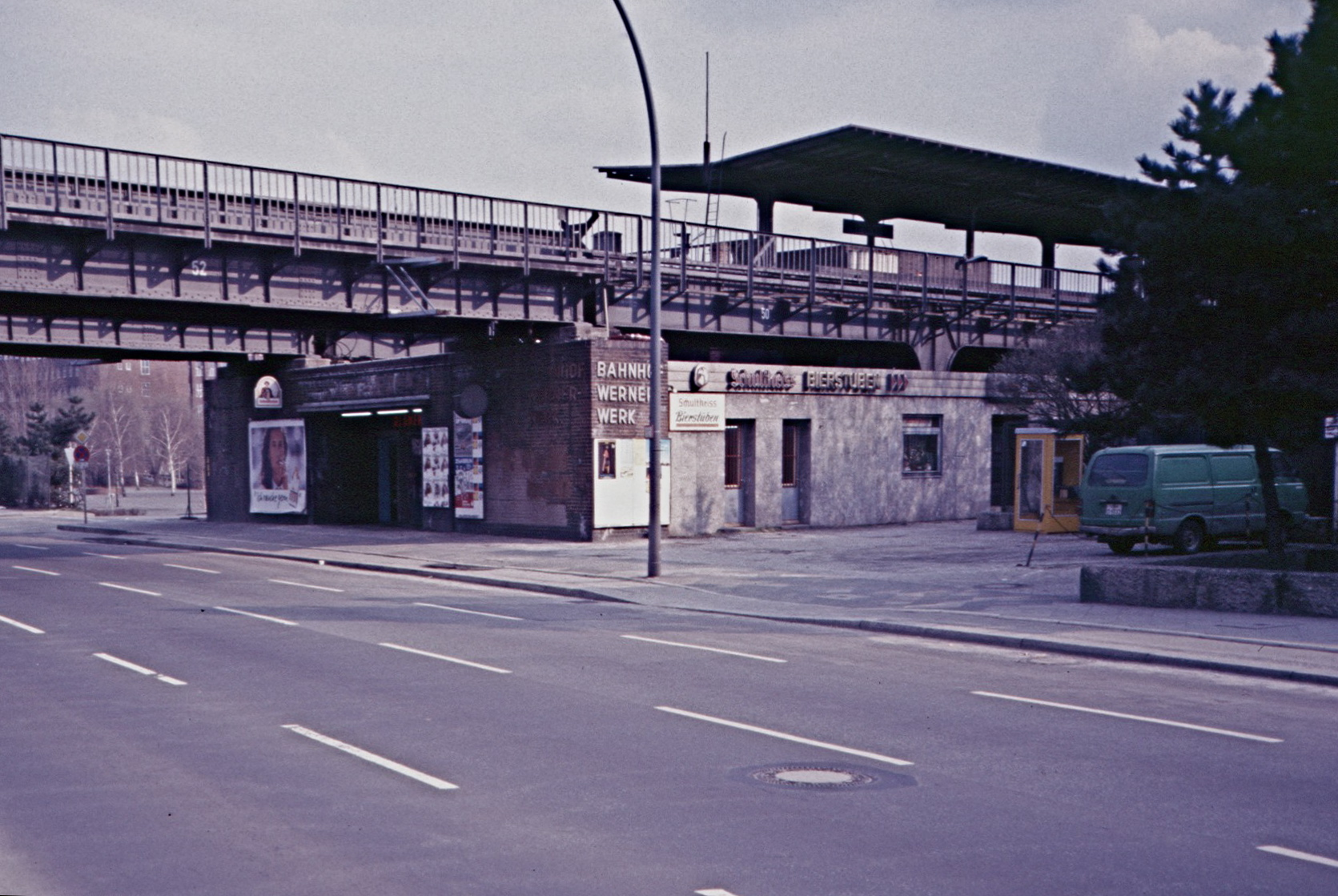
Bahnhof Wernerwerk, 1987
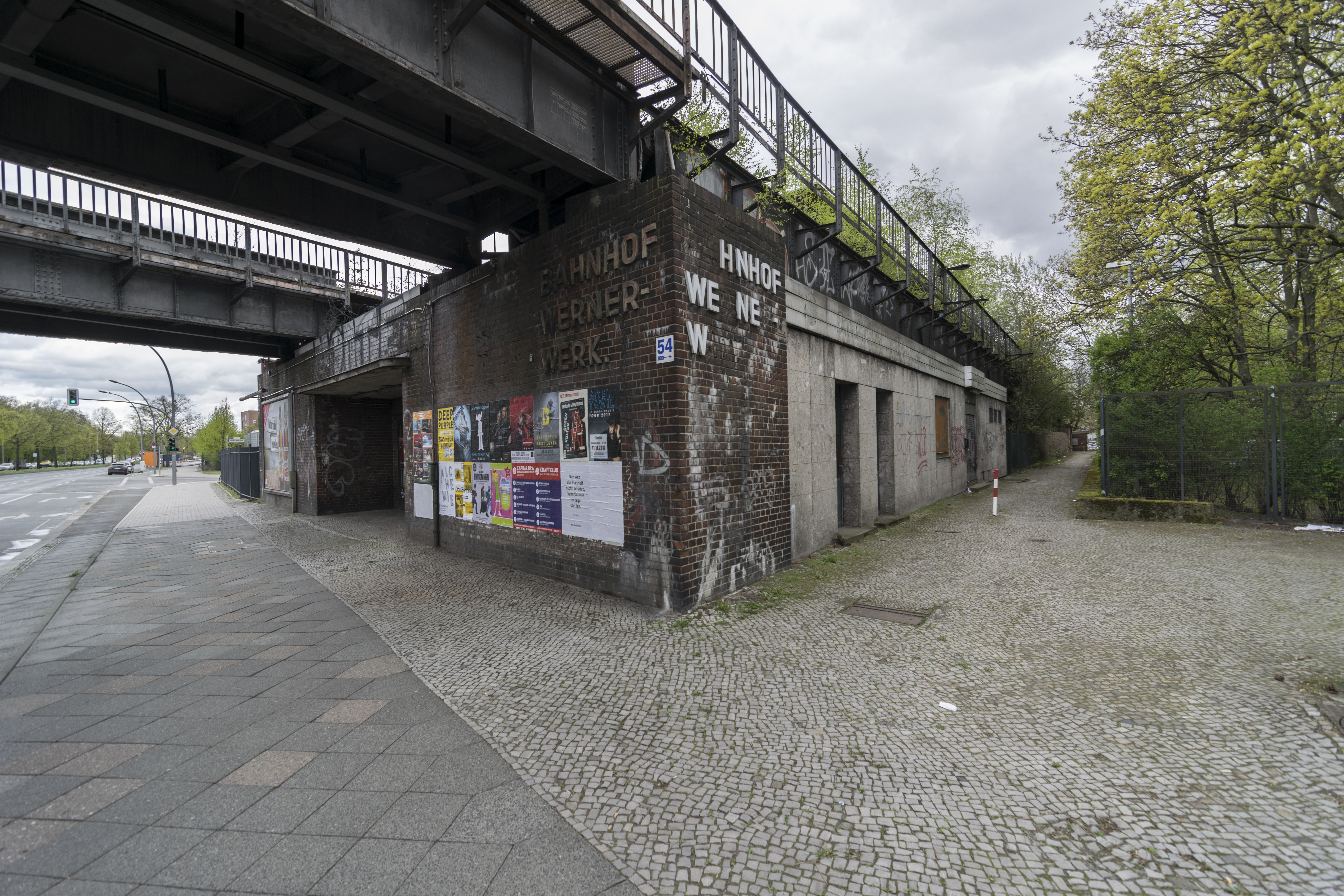
Bahnhof Wernerwerk, 2017
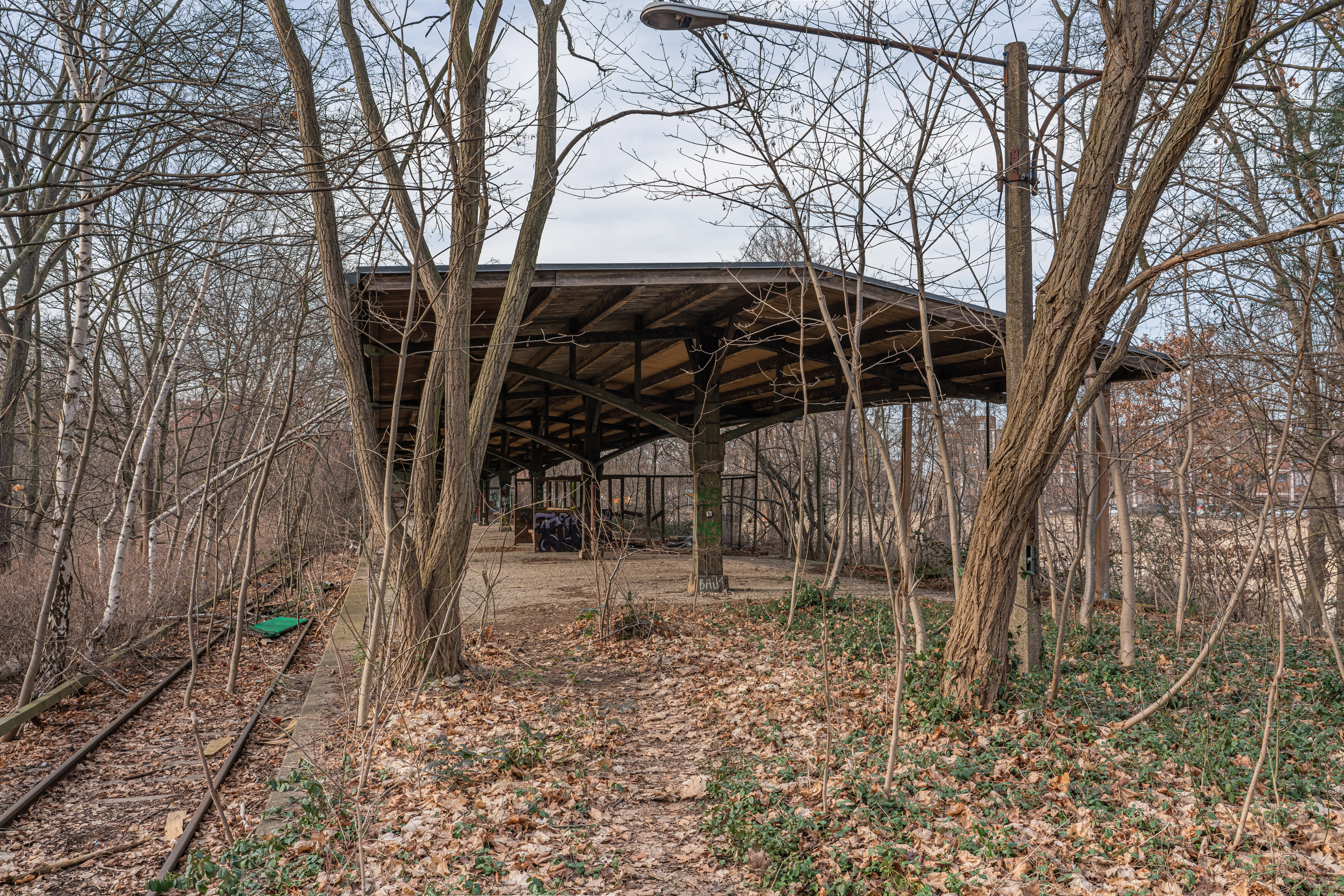
Bahnhof Gartenfeld, Bahnsteig
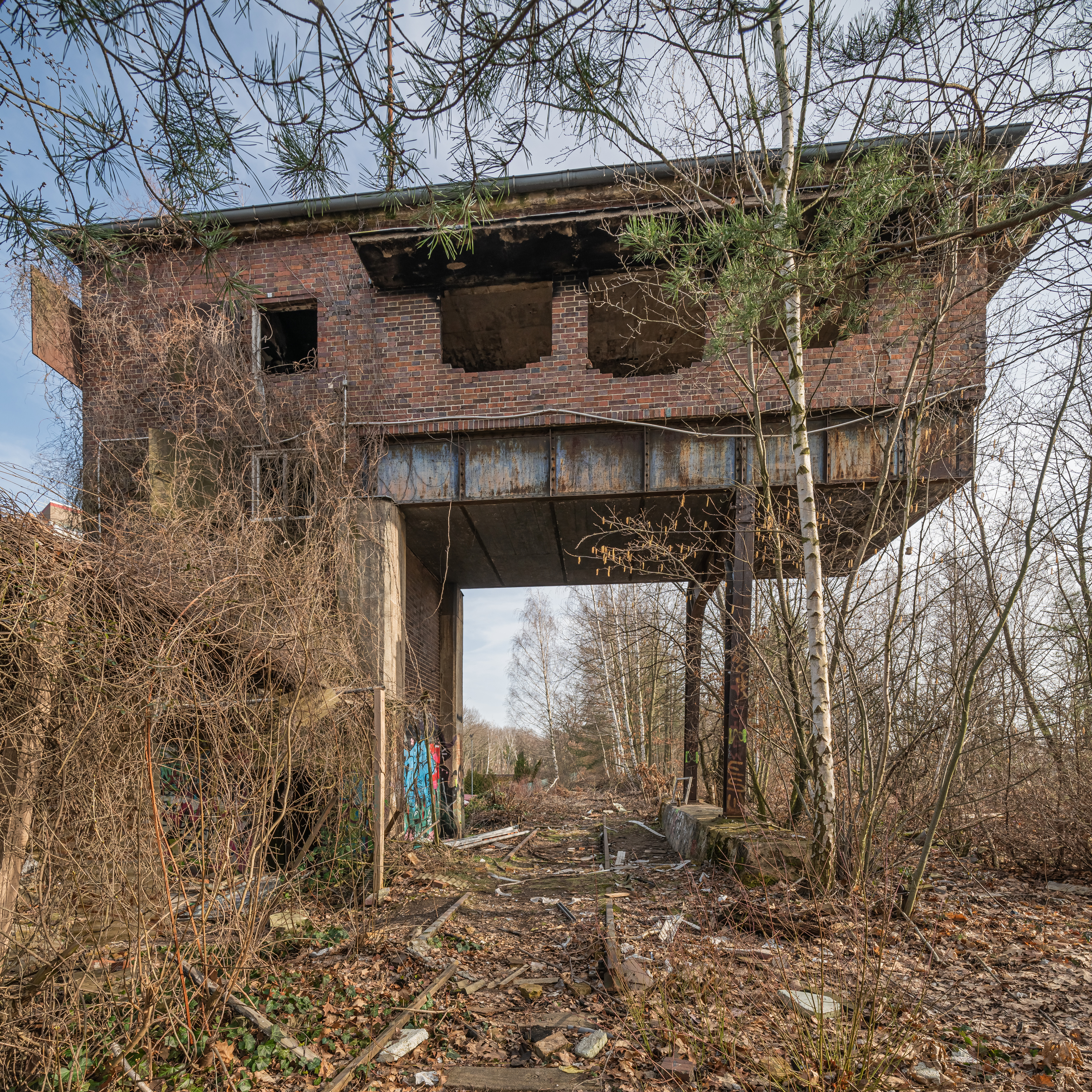
Verfallenes Stellwerk beim Bahnhof Gartenfeld
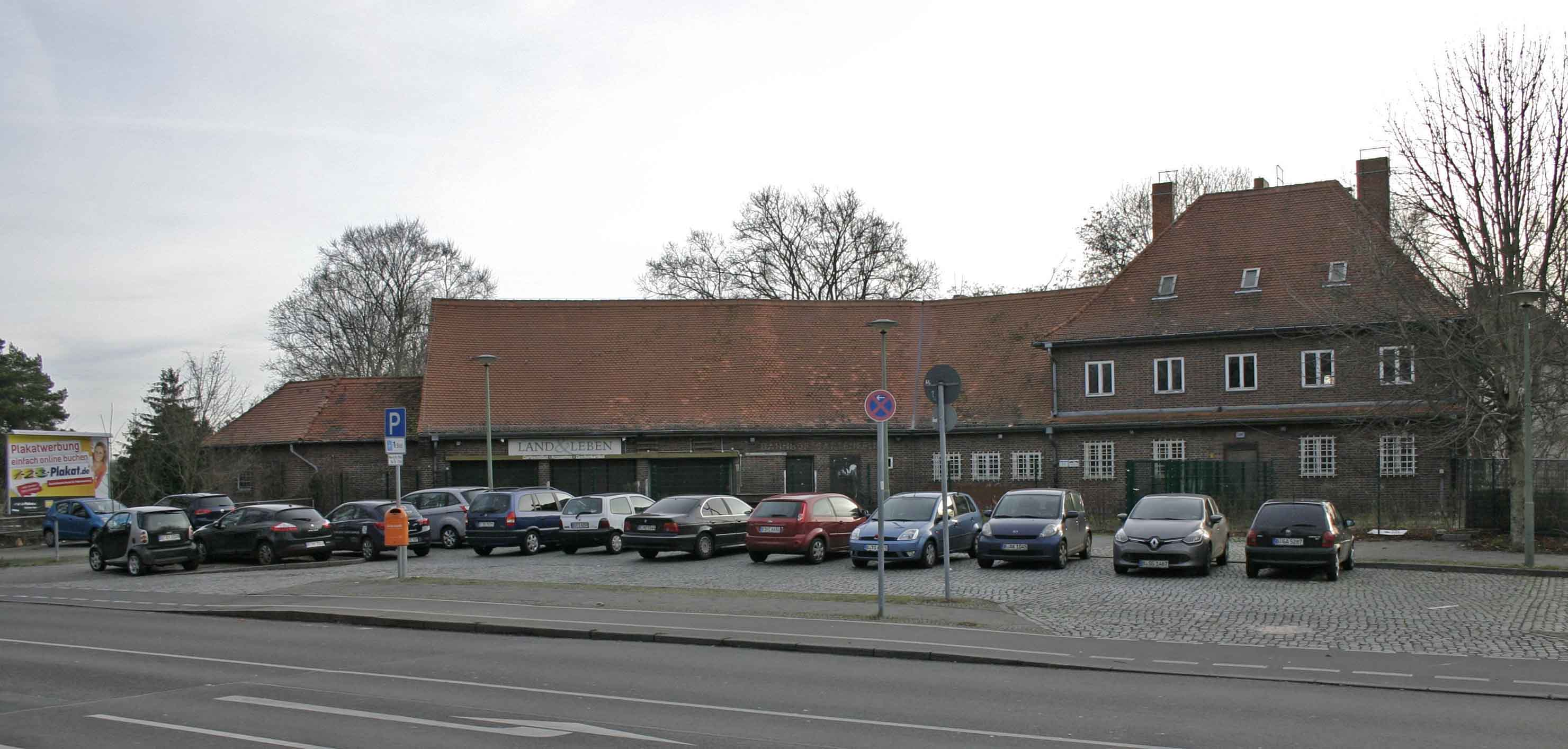
Empfangsgebäude des Endbahnhofs Gartenfeld, 2015, noch als Gartencenter genutzt
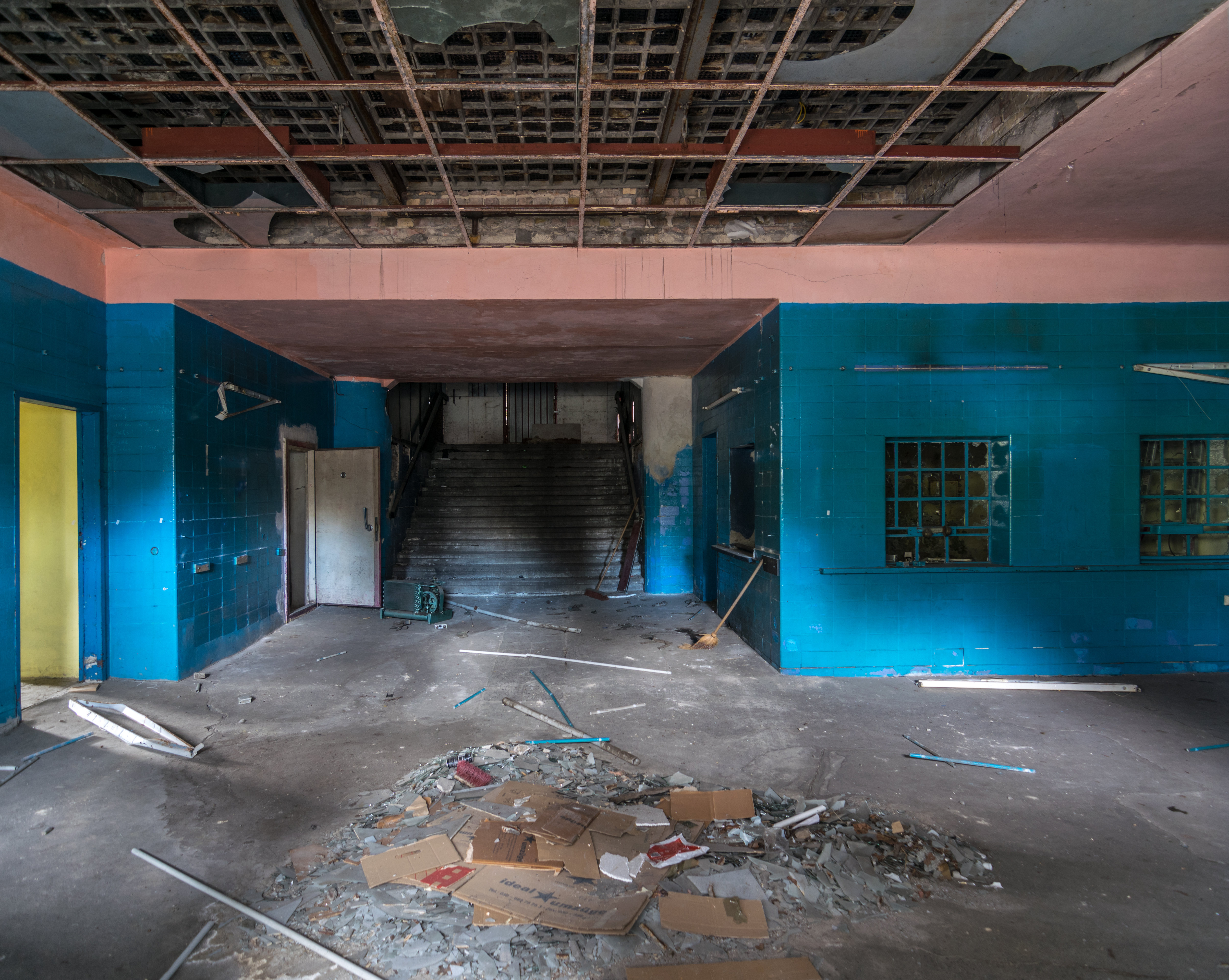
Bahnhof Wernerwerk, Zugang Siemensdamm
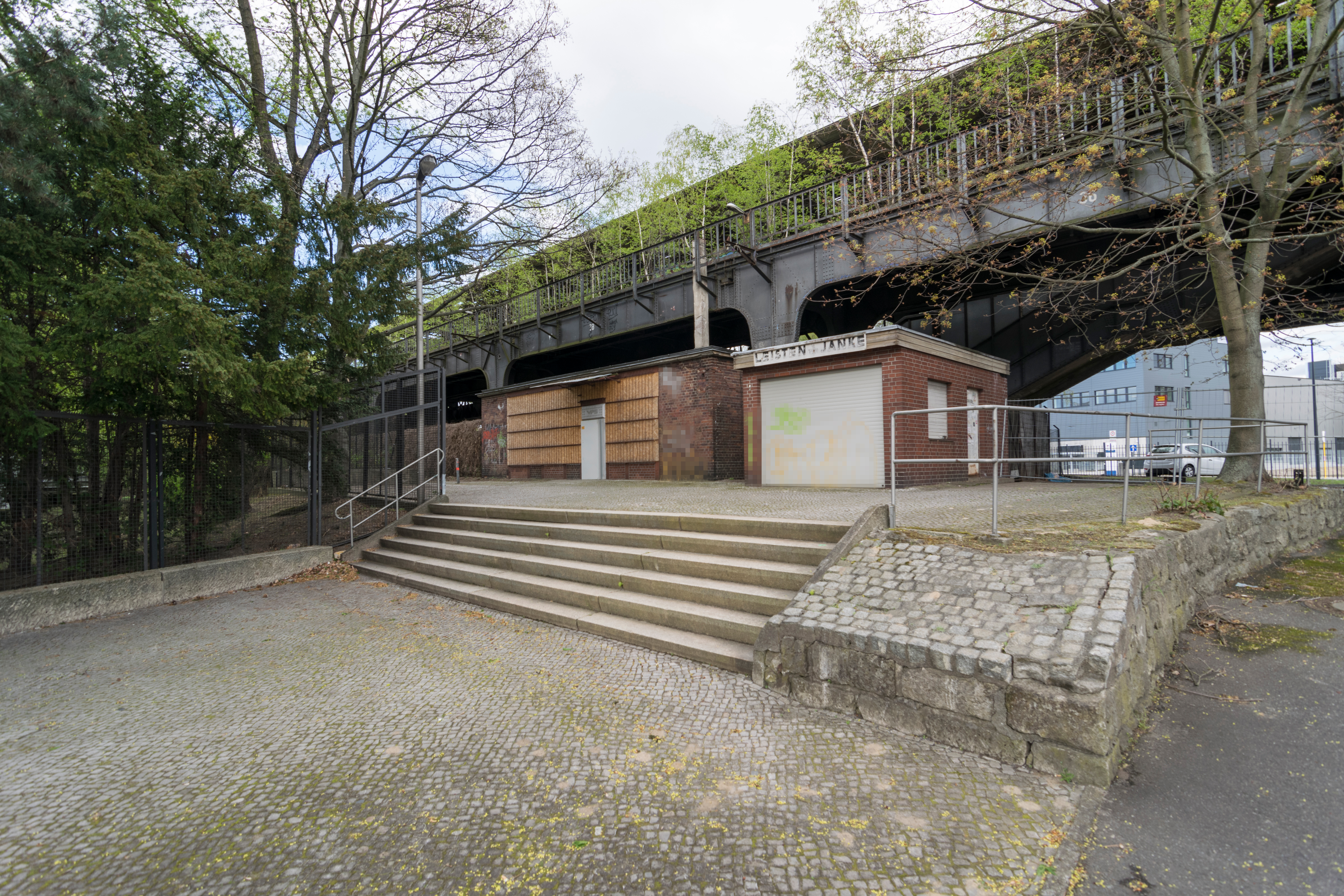
Bahnhof Wernerwerk, Werksausgang
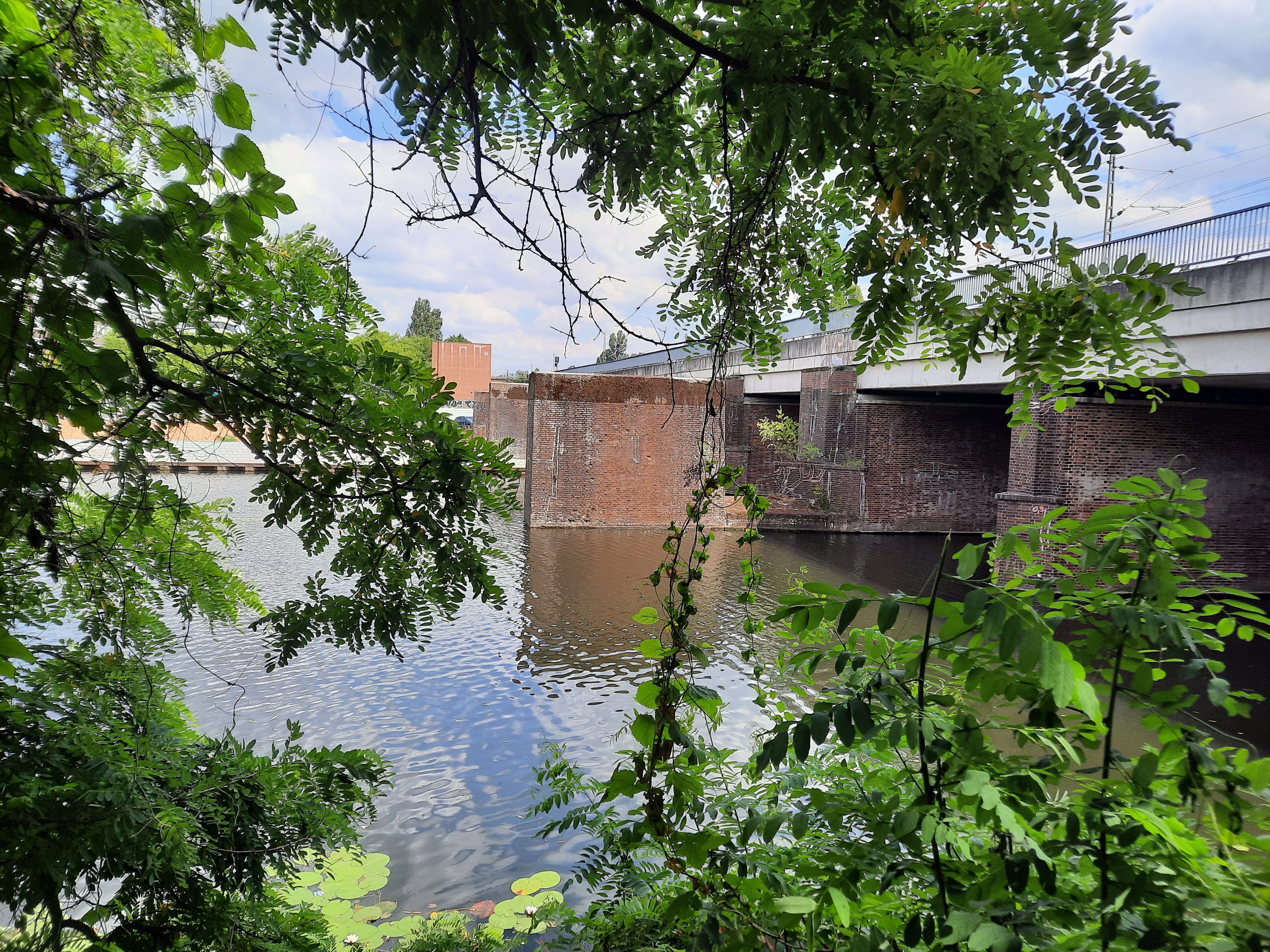
Pfeiler der Brücke der Siemensbahn über die Spree am Bahnhof Jungfernheide
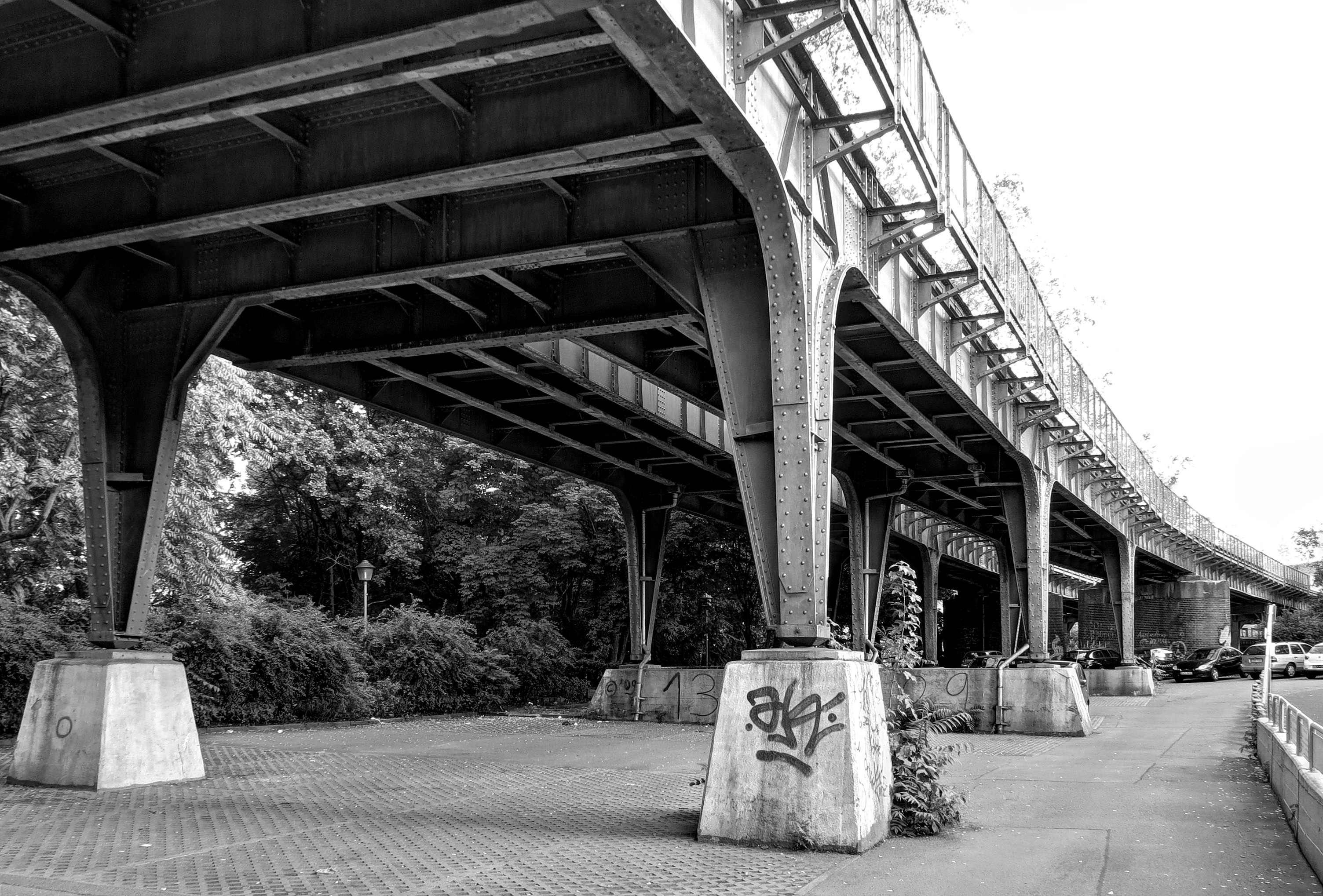
Viadukt am Popitzweg

## Nach der Verkehrseinstellung
Nach dem Reichsbahnerstreik im September 1980 wurde der S-Bahn-Verkehr eingestellt. Die Siemensstadt verfügte mit den im Oktober 1980 eröffneten Bahnhöfen Siemensdamm und Rohrdamm der U-Bahn-Linie U7 über eine Alternative zu den Bahnhöfen Wernerwerk und Siemensstadt. Für diese S-Bahn-Strecke wurde aber nie ein förmliches Stilllegungsverfahren gemäß § 11 des Allgemeinen Eisenbahngesetzes eingeleitet.
Im August 1995 wurde der Streckenteil zwischen der Bezirksgrenze zu Spandau und dem Bahnhof Gartenfeld unter Denkmalschutz gestellt. 2005 wurde beim Neubau der Schleuse Charlottenburg die Spree verlegt, dabei wurde der Bahndamm zwischen dem Abzweig von der Ringbahn und dem südlichen Spreeufer teilweise abgetragen und die Vorlandbrücke der Spreebrücke abgerissen. 2007 widersprach der Berliner Senat der beim Eisenbahn-Bundesamt beantragten Entwidmung des Bahngeländes. Verhandlungen zwischen der Deutschen Regionaleisenbahn und der damaligen DB Netz AG zur Übernahme der Infrastruktur zwischen Wernerwerk und Gartenfeld blieben 2008 ergebnislos.
Seitdem der S-Bahn-Verkehr eingestellt ist, haben die DB Netz AG oder die Bezirke Spandau und Charlottenburg-Wilmersdorf, in denen die Bahnstrecke verläuft, nur wenige Erhaltungsarbeiten an den verfallenden und verwildernden Gleisanlagen, dem Unterbau und den Bahnhöfen durchgeführt. Die Deutsche Bahn schätzte ihre Kosten für die Sicherung der Trasse auf 500.000 Euro jährlich. Später bezifferte sie den Aufwand für drei Jahre (2013–2015) auf nur 133.000 Euro.
2014 erarbeitete die Architektin Rebecca Chestnutt-Niess mit Studenten Entwürfe für eine Nachnutzung. Das Projekt Re-Urbanisierung der Siemensbahn umfasste die Einrichtung einer Schwimmbahn auf einem Streckenabschnitt, die gezielte Begrünung des Viadukts und die Herrichtung eines Fuß- und Radweges.

## Reaktivierung und Ausbau
Im Berliner Flächennutzungsplan vom November 2017 ist die Siemensbahn weiterhin enthalten. Danach soll sie über Gartenfeld hinaus via Daumstraße (Wasserstadt Oberhavel) nach Hakenfelde verlängert werden können. Im Zuge der frühzeitigen Öffentlichkeitsbeteiligung des Neubauprojektes Neues Gartenfeld stellte die zuständige Senatsverwaltung auch eine abweichende Linienführung vor. Diese sah vor, die Strecke auf der Insel Gartenfeld unterirdisch zu bauen, nördlich am Rohrbruchteich entlang zur Daumstraße zu führen und den vorgesehenen Haltepunkt auf der Insel zu verlegen. Die Kosten der Wiederinbetriebnahme wurden seinerzeit noch nicht abgeschätzt.
Nachdem die Siemens AG im Jahr 2018 beschloss, in der Siemensstadt einen Campus zu Forschungszwecken zu errichten, sprachen sich Konzern und Senat für die Reaktivierung der Siemensbahn aus. Im Juni 2019 unterzeichneten Deutsche Bahn und Senat eine Finanzierungsvereinbarung für vorgezogene Planungsleistungen über 2,3 Millionen Euro. Ende 2019 schrieb die DB Netz AG die Erstellung einer Machbarkeitsstudie für den zweiten Bauabschnitt Gartenfeld – Hakenfelde europaweit aus. Sie soll verschiedene Trassen für eine zweigleisige, für eine Höchstgeschwindigkeit von 100 km/h ausgelegte Streckenverlängerung mit den Zwischenhalten Gartenfeld, Wasserstadt Oberhavel und Hakenfelde darstellen. Der Wiederaufbau wurde nachträglich in das Verkehrsprojekt i2030 der beiden Bundesländer Berlin und Brandenburg und der DB AG aufgenommen.
Anfang 2020 erfolgten Vegetationsarbeiten zum Freischnitt der Strecke, um die bestehenden Anlagen zu vermessen sowie eine Baugrunduntersuchung und Umweltkartierung vorzunehmen. Das Viadukt zwischen Spree und Popitzweg wird statisch nachgerechnet, um dessen weitere Nutzbarkeit bewerten zu können. Im September 2020 begannen die ersten Baumaßnahmen mit Rückbau der alten Bahnschwellen und Gleise und der Vorbereitung der Untersuchungen alter Brückenbauwerke.
Ende Oktober 2020 unterzeichneten das Land Berlin und die Deutsche Bahn eine Finanzierungsvereinbarung zur Vor-, Entwurfs- und Genehmigungsplanung über rund 30 Millionen Euro. Diese Mittel wurden für die weitere Planung bis zum Abschluss der Genehmigungsplanung vorgesehen, die Grundlage für das Planfeststellungsverfahren ist. Im August 2021 wurde eine Grobkostenschätzung der Deutschen Bahn bekannt, nach der die Kosten für den Wiederaufbau auf 320 Millionen Euro veranschlagt werden, davon Baukosten in Höhe von 258 Millionen Euro sowie Planungskosten von 62 Millionen Euro. Hinzu kommen die Kosten der Bahnhöfe. Mit dem Ende der Gesamtplanung wird für Mitte 2026 gerechnet. Eine Wiedereröffnung bis Gartenfeld ist für Herbst 2029 vorgesehen.
Während für die Herrichtung der bestehenden Anlagen keine Genehmigungsverfahren notwendig sind, müssen die neu zu errichtenden Anlagen planfestgestellt werden. Dazu gehören die dritte Bahnsteigkante im S-Bahnhof Jungfernheide, die Spreebrücken, das Kreuzungsbauwerk mit der Ringbahn und eine eingehauste viergleisige Abstellanlage zwischen Siemensstadt und Gartenfeld.